# Bostrychoplites luniger
Bostrychoplites luniger là một loài bọ cánh cứng trong họ Bostrichidae. Loài này được J. Thomson miêu tả khoa học năm 1858.